# Dirk Medved
Dirk Medved (* 15. September 1968 in Genk) ist ein ehemaliger belgischer Fußballspieler.

## Karriere

### Verein
Medved begann seine Karriere als Profi 1985 mit 17 Jahren in seiner Heimatstadt Genk bei THOR Waterschei. Am Saisonende stieg der Verein in die zweite Liga ab. 1988 fusionierte Waterschei mit dem FC Winterslag zum KRC Genk und stieg wieder in die Division 1A auf. Medved blieb auch nach der Fusion in Genk. Bereits nach einer Spielzeit folgte der Wiederabstieg.
1989 wechselte er zu KAA Gent.  Mit diesem Klub wurde er 1991 Dritter hinter dem RSC Anderlecht und dem KV Mechelen.  Zur Saison 1993/94 ging Medved zum FC Brügge. In dieser Spielzeit wurde er Vizemeister und erreichte das Pokalfinale. 1996 gewann er mit Brügge die Meisterschaft und wie im Jahr zuvor den Pokal.
Nach einer weiteren Saison in Brügge wechselte Medved 1997 zu Standard Lüttich. Es folgte eine schwierige Zeit für ihn, die durch mehrere Trainerwechsel, diverse Verletzungen und damit verbundene geringe Einsatzzeiten gekennzeichnet war. Obwohl er einen Vertrag bis 2001 besaß, wurde er 1999 wegen vereinsschädigenden Verhaltens entlassen. Es folgte ein jahrelanger Prozess vor dem Arbeitsgericht, an dessen Ende 2012 Medveds Klage auf Schadenersatz als unbegründet abgewiesen und er selbst zu einer Zahlung in Höhe von über 10.000 Euro an Standard Lüttich verurteilt wurde.
Nach seiner Entlassung bei Standard spielte Medved noch ein Jahr für den unterklassigen Limburger Verein FC Maaseik. Dort beendete er 2000 seine aktive Laufbahn.

### Nationalmannschaft
Medved bestritt 26 Spiele für die belgische Nationalmannschaft, in denen er ohne Torerfolg blieb.
Anlässlich der Fußball-Weltmeisterschaft 1994 in den USA wurde Medved für den belgischen Kader nominiert. Während des Turniers wurde er in zwei von vier Spielen der Belgier eingesetzt. In der Vorrunde wurde er beim 1:0-Sieg gegen die Niederlande in der 78. Minute für Marc Emmers eingewechselt. Bei der 0:1-Niederlage gegen Saudi-Arabien stand er in der Startformation.

## Erfolge
- Belgischer Meister: 1995/96
- Belgischer Fußballpokal: 1995 und 1996
- Belgischer Supercup: 1994 und 1996